# Oberlangen
Oberlangen là một đô thị thuộc huyện (Landkreis) Emsland, bang Niedersachsen (Niedersachsen), tây bắc Đức. Dân số cuối năm 2006 là 985 người.
Tại đây đã là địa điểm của trại tù binh Stalag VI-C. Có một nghĩa đại với nhiều mộ của tù binh Xô Viết.